# Kecamatan

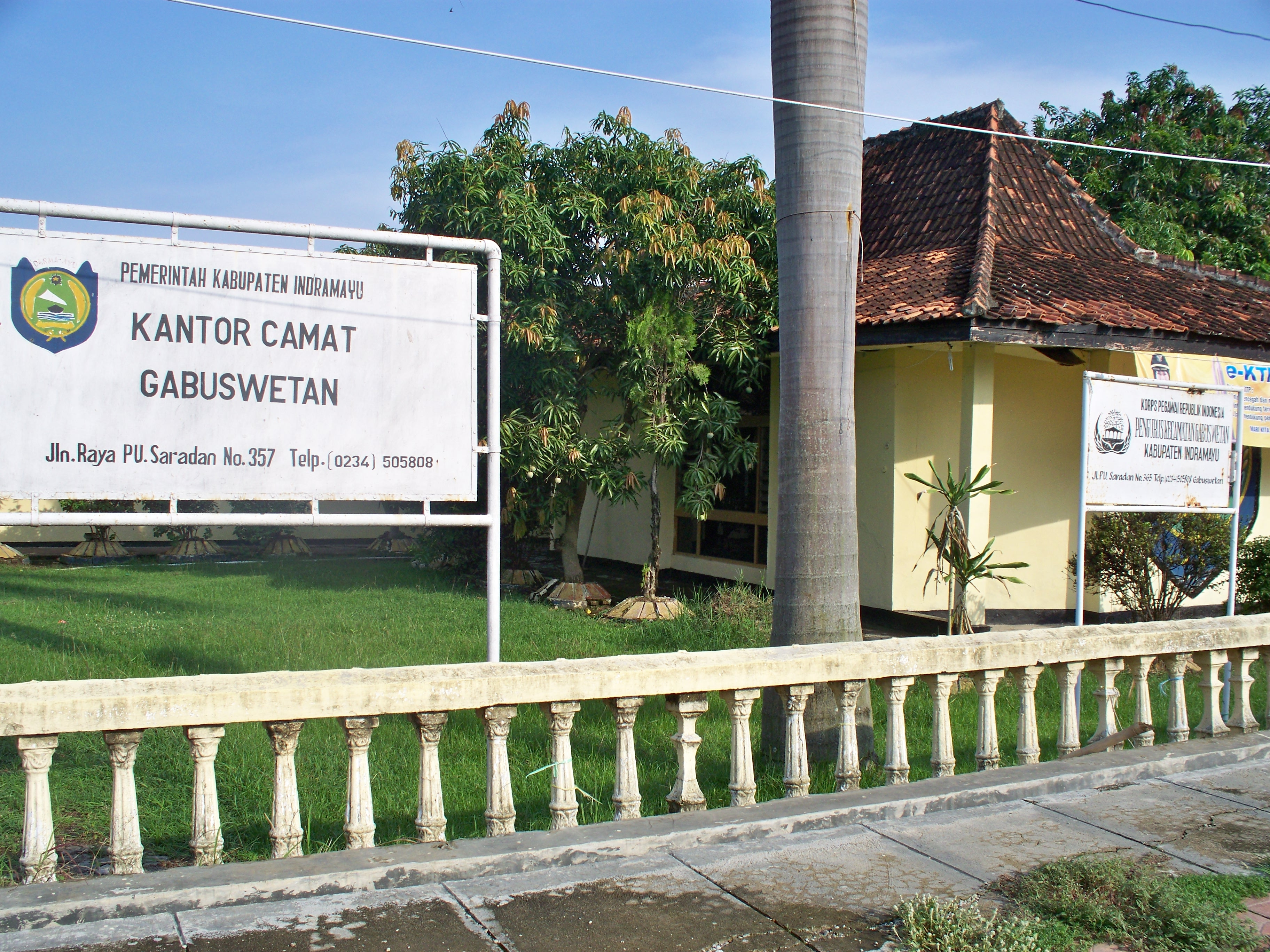
Oficina del kecamatan de Gabuswetan, kabupaten de Indramayu, Java Occidental, Indonesia.

Kecamatan es el tercer nivel de la subdivisión administrativa del territorio en Indonesia que se encuentra por debajo del nivel de Kabupaten o Kotamadya. A veces se le conoce como distrito. El nivel de Kecamatan se encuentra por encima del nivel desa o kelurahan.
En el contexto de la autonomía de Indonesia, kecamatan es parte del área del kabupaten o kotamadya que constituye el área de trabajo del Camat, que es la persona que rige el kecamatan. El término Kecamatan en la provincia de Nanggroe Aceh Darussalam se hace llamar "Sagoe Cut".